# Боби Фишер
Роберт Џејмс Фишер (енгл. Robert James Fischer; Чикаго, 9. март 1943 — Рејкјавик, 17. јануар 2008) био је амерички шахиста, велемајстор и бивши светски шампион у шаху, који је 1. септембра, 1972. године постао први амерички шахиста који је освојио светски шампионат у организацији Светске шаховске федерације. Године 1975. званично је изгубио титулу када је Светска шаховска федерација одбила његове услове за одбрану титуле. Гари Каспаров је написао да је од свих светских шампиона у шаху, јаз између Фишера и његових савременика био највећи у историји шаха
.
Фишерова победа над совјетским шампионом Борисом Спаским за светску титулу у „мечу столећа” посматрана је као симболична победа запада која је подстакла међународну популарност шаха. Његов противник је портретисан, посебно у Сједињеним Државама, као производ безличног, механичког и репресивног система државне контроле, док је Фишер био усамљени геније који је победио совјетску доминацију. Као националном хероју, Американци су били спремни да му опросте необично понашање и погледе, и у популарној култури он је постао симбол генија чија бриљантност је била тако велика да га је на крају уништила.
Фишер није бранио своју титулу 1975. године јер није могао да постигне договор с међународном шаховском федерацијом ФИДЕ око услова меча. Тада је постао још повученији и није играо такмичарске мечеве све до 1992. године, када је победио у поновном мечу против Спаског. Такмичење је одржано у Југославији, која је тада била под строгим ембаргом Уједињених нација. Ово је довело до конфликта са владом Сједињених Држава, због чега се никада није вратио у своју родну земљу.
Након тога је живео у Мађарској, Немачкој, на Филипинима и у Јапану. Током овог периода давао је све жешће антиамеричке и антисемитске изјаве, упркос свом јеврејском пореклу. У периоду између 2004. и 2005. године након што је његов амерички пасош повучен, јапанске власти су га држале девет месеци под претњом изручења. Након што му је Исланд загарантовао држављанство, јапанске власти су га пустиле у ту земљу, где је живео све до своје смрти 2008. године.

## Младост
Роберт Џејмс Фишер је рођен у Чикагу (Илиноис, САД) од мајке Реџине Вендер, натурализоване америчке држављанке пољско-јеврејског порекла која је рођена у Швајцарској, одрасла у Сент Луису (Мисури, САД), а касније постала учитељица, медицинска сестра и лекар. Сматра се да је његов отац Реџинин први муж, немачки биофизичар Ханс-Герхард Фишер. Венчали су се 1933. године у Москви (СССР), где је Реџина студирала медицину на Првом московском медицинском институту. Иако је Ханс-Герхард Фишер уписан као отац у Робертовом родном листу, у једном чланку из 2002. године у Филаделфија Инквајеру тврди се да је Фишеров биолошки отац био Пол Феликс Немењи, мађарски физичар јеврејског порекла који радио на Менхетн пројекту на развоју атомске бомбе . Немењи је плаћао издржавање за Роберта за време детињства и дечаштва. Каснија истраживања ФБИ-ja открила су да, иако се Фишерова мајка вратила у САД из Совјетског Савеза 1939. године, њен први муж никад није ушао у земљу после тога, тако да је немогуће да је Боби Фишер, (рођен 1943. године) био син Ханс-Герхарда Фишера. Иако му је бар један од родитеља Јевреј, Фишер је енергично негирао да је Јеврејин у неколико интервјуа, и оптуживао је да је то јеврејска завера и клевета. Фишер је своју отворену природу наследио од мајке. Чланак у Филаделфија Инквајеру наводи да документи ФБИ-ja показују да је његова мајка била тајно праћена.
Фишерови су се развели 1945. године када је њихов син имао две године, па је Боб растао с мајком и старијом сестром, Џоан. Године 1948. породица се преселила у Мобајл, Аризона, где је Реџина предавала у основној школи. Следеће године преселили су се у Бруклин, Њујорк, где је Фишерова мајка радила као учитељица и медицинска сестра.
У мају 1949. године шестогодишњи Боби је научио како се игра шах из упутства које је пронашао у шаховској гарнитури, коју је његова сестра купила у продавници слаткиша у Бруклину. Прву шаховску књигу Боби је видео месец дана касније. Више од годину дана Боби није имао противника па је сам јачао своје шаховске рутине. У седмој години учланио се у Бруклински шаховски клуб где га је подучавао председник клуба, Кармине Нигро. Када је Бобију било 13 година његова мајка је замолила Џона Колинса да му буде учитељ шаха. Колинс је подучавао неколико врхунских играча, међу њима и Роберта Бирна и Вилијема Ломбардија. Фишер је проводио много времена у Колинсковој кући, а неки сматрају да је био Фишеру као отац. Фишер је похађао колеџ Еразмус Хол али га је брзо напустио, а многи наставници су га запамтили као веома тешког дечака. Према школским белешкама његов IQ је био 180 а имао је изванредно памћење.

## Шаховска каријера пре 1967. године
Фишеров први прави успех била је победа на америчком јуниорском шаховском шампионату у јулу 1956. године. Исте године, одиграо је неколико изванредних партија; његова партија против Доналда Бирна, који је касније постао интернационални мајстор, често се сматра „партијом столећа”.
Године 1957. Фишер је освојио Отворено првенство САД у шаху у Кливленду, Охајо, у доигравању с Артуром Бизгајером. Због овог резултата Фишеру је отворен пут на амерички позивни шампионат. Многи су веровали да је Фишер још увек слаб играч и да ће завршити као последњи. Уместо тога, завршио је као први.
У јануару 1958. године, са 14 година, Фишер је постао амерички шампион. Заједно с титулом, квалификовао се на међузонски турнир, следећу степеницу ка изазивању светског шампиона. Нико није младом Фишеру давао много шанси да се квалификује даље, па је било изненађење када је Фишер, после добре игре у финишу, завршио на деоби петог места. Првих шест су се квалификовали за Турнир кандидата. Ови резултати су му донели и титулу велемајстора. У то време, он је био најмлађи велемајстор у историји, и његов рекорд се држао док 1991. године мађарска шахисткиња Јудит Полгар није постала најмлађи велемајстор.
Управо тада се, за време Турнира кандидата у Југославији 1959. године Фишер срео лицем у лице са совјетским шаховским „парним ваљком”, који ће дати тон остатку његове играчке каријере. Фишер и остали сумњали су да ће се, због великог броја руских играча на турниру, они међусобно брзо ремизирати а свим силама се сконцентрисати на не-совјетске шахисте. Када елиминишу не-совјетске шахисте, Совјети би се међусобно борили за право да изазову владајућег светског шампионаМихаила Ботвиника. Неки совјетски шахисти су у интервјуима након неколико година потврдили ове сумње. Фишер је турнир завршио у средини са 12½ поена (од 28 могућих) и изгубио је четири партије од победника турнира, Михаила Таља, који је касније победио Ботвиника и постао светски шампион.
Много година Фишер је био један од најјачих не-совјетских играча, заједно с Лајошем Портишом, Светозаром Глигорићем и Бентом Ларсеном, али није успео да се квалификује за меч за светског првака. У наредном циклусу 1962. године, он је уверљиво победио на међузонском турниру у Стокхолму (17½,5 од 22) али је на турниру кандидата у Курасау завршио на четвртом месту с резултатом од 14 од 27 поена. То је било за њега велико разочарење, будући да је претходних година играо изванредно (први у Мар дел Плати 1960. с 13½ од 15 поена, 13 од 18 поена на првој табли на шаховској олимпијади у Лајпцигу, друго место на Бледу 1961. с 13½,5 од 19 поена и победа у Стокхолму) и сматрао да је фаворит.
У следећем циклусу Фишер није учествовао. Поновио је своје убеђење да совјетски играчи имају међусобни пакт о ненападању и да су се сви окренули против њега. Зато је одлучио да не учествује на међузонском турниру у Амстердаму 1964. године. Држао се ове одлуке чак и кад је ФИДЕ променио начин играња: уместо да осам кандидата играју по принципу свако са сваким сада је играна серија елиминационих, нокаут мечева. (У претходна два циклуса ФИДЕ је добијала жалбе да се, због могућег лажирања, ограничи број совјетских играча, што су опет совјетски шахисти сматрали изузетно непоштеним) У следећем циклусу, на међузонском турниру у Сусу (1967), Фишер није успео да се квалификује захваљујући врло контроверзној казни због које није играо партију с совјетским интер-мајстором Гипслисом. Сматра се да се Фишер није појавио зато што је сматрао непоштеним да мора да игра много партија заредом, али према његовој биографији аутора Била Волса, то је био логичан резултат јер су организатори турнира стално мењали време играња његових партија због верских празника и суботе (Фишер је у то време био присталица Све-светске Цркве Божје).
Код куће је Фишер победио на свих осам америчких шампионата на којима је учествовао, почев од шампионата 1957—1958 па до 1966—1967. Овај низ укључује и његову победу 1963—1964, када је победио с рекордних 11:0, једини апсолутни резултат забележен у историји шампионата.

## Верска уверења око 1965. године
Боби Фишер је 1962. године тврдио да име „личне проблеме”, (вероватно у вези с бруталним убиством његовог патрона Ејба Тарнера), што се поклопило с његовим почетком слушања разних „божјих посланика” у покушају да нађе одговоре. Ево како је Боби Фишер први пут чуо на радио емисији „Свет сутра” проповедника Херберта Армстронга и његовог сина Гарнера Теда Армстронга. У интервјуу с Леном Золом, Фишер је рекао: „Коначно ми је Бог указао на њега, претпостављам. Тај момак је стварно имао моћ. Ауторитет. Није говорио као остали. Заиста је знао шта говори!” Фишер је постао загрижени читалац Чисте истине (The Plain Truth), часописа кога је издавао Амбасадор колеџ за Све-светску Цркву Божју (Worldwide Church of God), која је такође спонзорисала радио програме које је Фишер слушао. Сећао се да је крајем 1963. био на једном шаховском турниру када је донео одлуку да престане да шаље ситне добротворне прилоге цркви и да од тада даје десетину својих прихода. „Била је то велика одлука”, рекао је.
Чиста истина се рекламирала на Свету сутра, радио програму који је Фишер почео да прати 1962. године. Програм је описивао страшна пророчанства, које је графички илустровао Базил Вулвертон која су се односила на Трећи светски рат, у коме ће Сједињене Државе Европе уништити Сједињене Државе и Уједињено Краљевство. Због ове брошуре Фишер не би могао да игра свој чувени „Меч столећа” 1972. године јер је требало да оде, заједно с осталим следбеницима Све-Светске Цркве Божје у Петру, Јордан, јер је био један од „Божјих људи”.
Према Фишеру, тада су почели сукоби између две стране његовог живота: стране посвећене шаху и стране посвећене вери. У интервјуу с Лен Золом тврдио је да „... ако је ико покушавао да живи по слову закона... то сам био ја. Искрено сам покушавао да будем покоран. Што сам више покушавао, све више сам лудео... Сећам се тренутака када сам се враћао из шаховског клуба кући у четири сата изјутра ... неиспаван ... полумртав, и покушавао да присилим себе да се молим један сат ... Био сам готово ван себе.”
Фишер је тада сматрао да се његов живот поцепао на два дела: на једној страни је била његова шаховска каријера, на другој страни била су његова верска уверења. Таква је била суштина Фишеровог веровања када је отишао на „Меч столећа”.

## Борба за светску титулу (1969—1972)
Кандидациони циклус који је почео 1969. године довео је Фишера на пут ка светском шампионату. Први корак били су зонски турнири широм света. Амерички шампионат те године је такође био зонски турнир, са кога су три прва места водила на међузонски турнир. Фишер, међутим, није желео да игра на овом турниру због неслагања око начина игре и наградног фонда. Да би омогућио Фишеру да се такмичи за титулу, трећепласирани, велемајстор Паул Бенке, уступио му је своје место на међузонском турниру, због чега је примио скромну суму од 2.000 долара од Америчке шаховске федерације (USCF). Сви остали учесници такође су морали да се сагласе да Фишер игра, што су и учинили. Овај необични аранжман био је дело Еда Едмондсона, извршног директора USCF.
Фишер је победио на међузонском турниру с 3½,5 поена предности, завршивши са седам узастопних победа. Наставио је истом снагом у мечевима кандидата, победивши своје противнике у серији резултата каква до тада није била виђена. И Марк Тајманов (СССР) и Бент Ларсен из Данске, други најбољи не-совјетски шахиста после Фишера, просто су разнесени резултатом 6:0. Ларсен је касније у интервјуу ChessBase-у оправдавао свој пораз својим понашањем за време меча: „Организатори су одабрали погрешно време за меч. Био сам тром због врућине, а Фишер се боље припремио за такве услове... Гледао сам фигуре као кроз маглу и зато мој ниво игре није био добар.” Критичари, међутим, кажу да је Ларсен претеривао, јер је био огорчен због страшног пораза.
Само бивши светски шампион Тигран Петросјан, последњи Фишеров противник у мечевима кандидата, није био импресиониран Фишеровом вештином и снагом. Фишер је добио прву партију, чиме је комплетирао низ од 20 узастопних победа. Петросјан је прекинуо низ победивши у другој партији. После три ремија Фишер је, међутим, добио следеће четири партије и победио с убедљивих 6½:2½ (+5 =3 -1). Године 1971. Фишер је коначно заслужио право да изазове светског шампиона, Бориса Спаског, кога никада раније није победио.

### Меч столећа
Фишерова дугогодишња тврдоглавост у вези с мечевима и условима играња манифестовала се и у припреми меча са Спаским. Од могућих места, Фишер је преферирао Југославију док је Спаски желео Исланд. Једно време је покушавано да се спор реши тако да се по део меча одигра на обе локације, али је тај аранжман пропао. У једном тренутку Фишер је изјавио да неће играти меч. На Фишерову примедбу да је наградни фонд неадекватан, лондонски финансијер Џим Слејтер дао је додатних 125.000 долара, чиме је награда повећана на 250.000 долара. Хенри Кисинџер је телефонирао Фишеру, апелујући на његов патриотизам и замолио га да игра. Како год разлог био, Фишер је одлучио да игра.
Меч између Спаског и Фишера одржан је у Рејкјавику, Исланд, од јула до септембра 1972. године. Фишер је изгубио прве две партије; прву због грубог превида, а другу контумацијом, јер није хтео да игра партију. Изгледало је да ће Фишер изгубити читав меч контумацијом, док Спаски није изненада прихватио Фишеров захтев да се следећа партија одигра у споредној соби, без камера. После тог контроверзног догађаја, Фишер је у следећих 19 партија добио седам, изгубивши само једну, уз 11 ремија. Коначни резултат био је 12½:8½ за Фишера.

## Светски шампион (1972—1975)
Исход Меча столећа био је двострука прекретница у Фишеровој каријери – постао је светски шампион, а постао је и најбоље рангирани шахиста до тада по систему рангирања професора Елоа (рејтинг од 2780 поена после меча са Спаским).
Победа над Спаским је сматрана својеврсном пропагандном победом Сједињених Држава у Хладном рату, која је потврдила да је сада најјачи шахиста на свету, у спорту којим су доминирали Совјети од Другог светског рата, иконокластични Американац који је готово једном руком победио моћни совјетски шаховски естаблишмент.
У већ помињаном интервјуу с Леном Золом, Бил Хјуз је упитао Фишера шта је урадио с новцем који је добио као награду за победу. Фишер је одговорио да је од 200.000 долара које је зарадио 1972. године, 61.200 долара дао Све-светској Цркви Божјој. Међутим, 1972. година је била кључна година у пророчанству Херберта Армстронга, а то пророчанство се није испунило. У међувремену је и Гарнер Тед Армстронг био оптужен за учествовање у серији сексуалних скандала, па је због тога смењен као главни водитељ програма Свет сутра. Фишер је изгубио илузије о овој организацији и напустио је, јавно обзнанивши своју одлуку.
Сви ови догађаји имали су огроман утицај на Фишера, који се осетио изданим од цркве која је поштовала Шабат, није славила Ускрс ни Божић, али је прослављала многе дане који су свети Јеврејима, тврдећи да је англо-саксонски народ изгубљено десето племе Израела. (Међутим, за разлику од других група које су веровале у варијације исте теорије, Све-светска Црква Божја сматрала је да су Јевреји браћа унутар исте породице Израела.) То је можда подстакло Фишеров екстремни антисемитизам и његово веровање у светску заверу против њега.

### Популарност шаха у Сједињеним Америчким Државама
Фишерово освајање титуле донело је њему али и шаху изузетан публицитет у Сједињеним Америчким Државама. Америчка публика је полудела после Фишерове победе над Спаским. Фишер је напрасно постао славна личност чије је име постало познато људима који нису ништа знали о шаху. Добио је бројне примамљиве понуде, слика му се појавила на насловној страни часописа Лајф, гостовао је и на националној ТВ. Чланство у Америчкој шаховској федерацији је утростручено, и то је био почетак онога што је касније познато као године „Фишеровог бума”. Последњи пут је шах привукао оволику пажњу америчке јавности када се Пол Морфи вратио у Америку после победа над највећим европским мајсторима шаха. Фишерово име појавило се и у наслову филма „У потрази за Бобијем Фишером” („Searching for Bobby Fischer”), који говори о шаховском чуду од детета. Фишер је наводио овај филм као покушај јеврејске завере да заради новац на његовом имену, будући да он од филма није добио ни динар хонорара.
Фишер је у то време био и аутор две изузетно продаване књиге: „Мојих 60 незаборавних партија” (енгл. „My 60 Memorable Games“) и „Боби Фишер вас учи шаху” (енгл. „Bobby Fischer Teaches Chess“).

### Фишер - Карпов 1975.
Било је предвиђено да Фишер брани титулу против изазивача Анатолија Карпова 1975. године. Фишер није играо ни на једном турниру откад је освојио титулу, па је поставио много услова за одржавање меча. ФИДЕ се сагласила са свим његовим захтевима, изузев два, одбацивши Фишеров захтев како меч треба да се оконча. Фишер је тврдио да је уобичајени систем (24 партије у којима први играч који освоји 12½ поена побеђује) охрабрује играча који поведе да иде на ремије, што по њему није било добро за шах. Уместо тога Фишер је желео меч с неограниченим бројем партија, а да први играч који освоји десет победа добија меч; ремији се не би рачунали. Многи злобници су сматрали да је овај предлог нереалан и да ће се меч претворити у тестирање издржљивости а не вештине. (По овим критичарима, напуштени систем „први који добије шест партија” у мечу Карпов-Каспаров 1984. је касније служио као потврда њихових ставова.) Најконтроверзнији од свих Фишерових услова је, међутим, био његов захтев да, у случају да оба играча освоје по девет партија, шампион (у овом случају Фишер) би задржао титулу. То је значило да Фишер треба да добије само девет партија да би задржао титулу, док би Карпов морао да победи са 10:8. Пошто ФИДЕ није променила правила да би дала Фишеру предност коју претходни шампиони нису имали, Фишер се одрекао титуле у телеграму који је послао председнику ФИДЕ Максу Евеу јуна 1974. године:
"Као што сам јасно рекао делегатима ФИДЕ у мом телеграму, о условима које сам предложио не може се преговарати. Господин Крамер ме је обавестио да су одбијена правила да победник буде први играч који добије пет партија, а да се ремији не рачунају, неограничен број партија и ако је резултат 9:9 да шампион задржи титулу а да се наградни фонд подели на једнаке делове. На тај начин ФИДЕ је донела одлуку против мог учешћа на светском шаховском шампионату 1975. године. Због тога се одричем титуле светског шампиона у шаху у организацији ФИДЕ. Искрено, Боби Фишер."
Значајно је да је у свом телеграму Фишер нагласио да се одриче титуле шампиона у организацији ФИДЕ. Овај детаљ ће се касније манифестовати у Фишеровој примедби за време поновног меча са Спаским 1992. године у којој је Фишер тврдио да је он и даље светски шампион. Овај коментар изазвао је значајну нелагодност у остатку шаховског света, када је организација светског шампионата од стране ФИДЕ жестоко критикована и кулминирала иступањем из ФИДЕ Гарија Каспарова и Најџела Шорта 1993. године.
Без обзира на све, ускоро после сукоба с ФИДЕ, Фишер је нестао и није играо такмичарски шах готово двадесет година. Нико није знао где се он налази, јер је често мењао места боравка.

## Нестанак и последице
Фишер је 1982. године објавио памфлет (под именом Роберт Д. Џејмс) Мучили су ме у затвору у Пасадени! у коме је детаљно описао своје искуство у вези с хапшењем 1981. године када је погрешно замењен за једног пљачкаша банке. Тврдио је да га је полиција „брутално” мучила. Касније је оптужен за оштећење затворске имовине (конкретно, у питању је био један мадрац!?). Године 1984. Фишер је писао уредницима Јеврејске енциклопедије (Encyclopedia Judaica) тражећи да се његово име избаци из публикације јер је тврдио да он није Јеврејин
После 20 година непојављивања у јавности, Фишер је изашао из изолације да би изазвао Спаског (који је тада био на 96-102. месту рејтинг листе) у „Осветничком мечу 20. века” 1992. године, уз посредовање и организацију контроверзног југословенског бизнисмена Јездимира Васиљевића. Овај меч – који је одигран уз коришћење његовог новог шаховског сата (видети „Шаховске иновације” у каснијем тексту) – одржан је на Светом Стефану у Црној Гори, упркос оштрог ембарга УН, који је укључивао и забрану одржавања спортских такмичења у тадашњој СР Југославији. Фишер, који је до смрти тврдио да је светски шампион, јер никада није изгубио меч за титулу, захтевао је да организатори објаве меч као „Светски шампионат у шаху”, иако је у то време Гари Каспаров био признати ФИДЕ шампион. Објављено је да је наградни фонд за овај меч 5 милиона долара, а да две трећине припада победнику. Пореска управа Сједињених Држава је обавестила Фишера, пре меча, да је његово учешће против закона, и после меча је издала потерницу за његово хапшење. Фишер је добио меч с 10 победа, 5 пораза, уз 15 ремија. Многи велемајстори који су посматрали меч рекли су да Фишер није играо као у најбољим данима. У књизи „Смртне партије”, Гари Каспаров је написао: „Он је играо добро. Негде око рејтинга 2600 или 2650. Било би тесно у нашем међусобном мечу.” Од 1992. године Фишер више није играо такмичарски шах. После тога је током 1992. и 1993. више месеци провео у Србији.
Од 1972. године Фишер је повремено давао интервјуе, али само ако су преношени уживо. Године 1999. Фишер је дао телефонски интервју једној радио-станици у Будимпешти, Мађарска у коме је себе описао као „жртву јеврејске завере.” Станица је прекинула интервју, али се слична епизода поновила после терористичког напада на Америку 11. септембра 2001. године. Фишер је дао интервју Паблу Меркаду и велемајстору Тореу на филипинској радио-станици Радио Бомбо у којем је потврдио свој жестоки антисемитизам – између осталог, говорио је о светској јеврејској завери и негирао да се Холокауст икада догодио.
У једној другој емисији, аплаудирао је терористичком нападу од 11. септембра. „То је дивна вест,” рекао је Фишер. „Аплаудирам том чину. Сједињене Државе и Израел су масакрирале Палестинце много година. Пљачкале их и масакрирале... Сада им се све враћа.” Због ових изјава Америчка шаховска федерација је 2003. године искључила Фишера из чланства, иако је остало нејасно да ли је Фишер ишта знао о детаљима напада, јер је ту изјаву дао истог дана, 11. септембра.
Сличне антисемитске иступе Фишер је имао и на једној радио-станици на Исланду. Фишер је дао потцењивачке примедбе о политичкој ситуацији у шаху, тврдећи да шах контролишу Јевреји и да је сваки меч за светског шаховског шампиона од кад је он напустио сцену 1975. био намештен. Нови повод за његове изјаве десио се кад је власник стана у Пасадени, Калифорнија, у коме је становао, продао неке његове ствари јер није платио кирију. Тврдио је да је то нови доказ о светској јеврејској завери и злочиначки чин „Америчке владе коју контролишу Јевреји” да би га оклеветали и уништили. Године 2005. неке Фишерове ствари су продате на аукцији на eBay-у.
Сматра се да је Фишер неколико година живео у Будимпешти, где се дружио са породицом сестара Полгар, која је јеврејског порекла, и да их је тренирао, а касније је отишао у Јапан. Светски шампион Анатолиј Карпов и Полгарове су тврдиле да постоје две стране Бобија Фишера. Карпов је изјавио да су се и Сједињене Државе и Фишер лоше понашале.

### Притвор 2004. и 2005.
Фишер је 13. јула 2004. године ухапшен на међународном аеродрому у Нарити, Јапан у близини Токија због намерне употребе поништеног америчког пасоша, приликом покушаја укрцавања на лет Japan Airlines-а до аеродрома Ниној Акино у Манили, Филипини. Фишер је користио оригинални пасош који му је 1997. године издала америчка амбасада у Берну, Швајцарска, али који је био поништен 2003. године, када је Џорџ В. Буш постао председник. Фишер је са овим пасошем често путовао на релацији Токио — Манила у време владавине председника САД Клинтона.
Тражила га је америчка влада од 1992. године када је играо шаховски меч са Борисом Спаским у Југославији, чиме је прекршио председничку наредбу број 12810 Џорџа Буша издату у вези санкција УН за учествовање у привредном животу Југославије (влада САД му је 1992. године запретила чак и казном затвора у трајању од 10 година, те се Фишер после меча са Спаскијем више није враћао у САД). Јапан и Сједињене Државе имају уговор о међусобној екстрадицији, иако по њему други амерички држављани нису никад прогањани, а сам уговор не обухвата кривично дело за које је Фишер оптужен и оно се не сматра кривичним делом по јапанским законима. Канадски новинар и консултант Џон Боснић, који је живео у Токију, основао је Комитет за ослобађање Бобија Фишера, после њиховог састанка на аеродрому Нарита и понудио му своју помоћ. Боснићу је касније омогућено да учествује као „пријатељ суда” на расправи пред Бироом за имиграцију када се расправљало о Фишеровом случају. Он је радио на спречавању јапанског Бироа за имиграцију да депортује Фишера у Сједињене Државе и координирао је правну и јавну кампању за Фишерово потпуно ослобођење.
Како је јавила агенција Франс Прес Боби Фишер се одрекао америчког држављанства. Следећег месеца јављено је да се Фишер жени с Мијоко Ватаи, председницом Јапанске шаховске асоцијације, с којом је живео од 2000. године. Спекулисало се да је тај потез направљен да би се омогућило Фишеру да остане у Јапану. Он се такође обратио америчком државном секретару Колину Пауелу да му помогне да се одрекне америчког држављанства.
Ипак, под притиском Сједињених Држава, јапански министар правде одбио је Фишеров захтев да му се дозволи да остане у Јапану и наредио је његову депортацију.

### Држављанин Исланда
Тражећи начин да избегне депортацију у Сједињене Државе, Фишер је почетком јануара 2005. године написао писмо влади Исланда тражећи исландско држављанство. Саосећајући са Фишеровим положајем – али не желећи да му дају пуна држављанска права – исландске власти су му издале пасош за странце. Како ово није било довољно за јапанске власти, исландски парламент (Алтинг) је крајем марта једногласно одлучио да Фишеру додели пуно држављанство из хуманих разлога јер су сматрали да су га неправично прогањале америчка и јапанска влада. У међувремену, америчка влада подигла је оптужницу против Фишера због избегавања плаћања пореза, како би га спречила да отпутује на Исланд.
Када је до јапанских власти дошла потврда о Фишеровом новом држављанству, оне су се сагласиле да му дозволе да одлети у своју нову земљу. Иако исландска влада има уговор о екстрадицији са Сједињеним Државама, према исландском закону, исландски држављанин не може се испоручити а истовремено је потврдила свој став да америчка влада прогања Фишера због његових политичких изјава.
Непосредно пре одласка за Исланд, 23. марта, 2005. године Боби Фишер и његов портпарол и бранилац Џон Боснић појавили су се накратко на светском сервису БиБиСи-ја, преко телефонске везе са токијског аеродрома. Боснић је изјавио да Фишер више никада неће играти шах, а Фишер је почео да оптужује председника Буша да је криминалац. Затим је изјавио да ће се жалити америчком Врховном суду али да се неће вратити у Сједињене Државе докле год је садашња администрација на власти. Оптужио је Јапан да је марионета САД. Боснић је додао да Фишер сада својим домом сматра Исланд. Након тога, Боснић је довикнуо Фишеру "Bon voyage!" када се он укрцао на авион на путу ка новом дому.
Боби Фишер је мирно слетео у Рејкјавик, избегавајући главни међународни аеродром у Кефлавику, јер је у близини америчке поморске ваздушне станице. Много света се окупило да дочека свог новог Исланђанина.
У мају, делегација у којој је био и Борис Спаски посетила је Исланд с намером да „Фишера врати за шаховску таблу”. Фишер је рекао да је заинтересован да игра меч с „достојним противником” у Фишеровом насумичном шаху (такође зван и Шах960 – због 960 могућих почетних позиција – који је Фишер измислио 1996. године). Спаски је одговорио да нема намеру да више игра против Фишера.

## Шаховске иновације
Фишер је дао велики допринос шаховској теорији, посебно играјући црним фигурама варијанту „отровног пешака” Најдорфове сицилијанке (1. e4 c5 2. Sf3 d6 3. d4 cxd4 4. Sxd4 Sf6 5. Sc3 a6 6. Lg5 e6 7. f4 Db6!?). Фишеров план брзог развоја краљице и освајања пешака косио се с дотадашњим конвенционалним принципима отварања, али је кроз ригорозне анализе Фишер доказао да је ова варијанта потпуно сигурна за црног.
Написао је и чланак под насловом „Пропаст Краљевог гамбита” 1961. године за први број American Chess Quarterly Ларија Еванса, пошто га је Борис Спаски поразио белим фигурама у овом отварању, у њиховој првој партији коју су играли. Фишер је био толико бесан због овог пораза да је одмах покушао да открије како да Краљев гамбит буде повољнији за играча с црним фигурама. После овог чланка, ово отварање се још ређе играло у врхунским партијама, иако је сам Фишер белим фигурама користио овај гамбит на америчком шампионату 1963. године против Еванса.
Године 1988. Фишер је патентирао нови тип дигиталног шаховског сата. Фишеров сат је сваком играчу на почетку партије давао одређено време а потом додавао мало времена после сваког потеза. Ускоро је Фишеров сат постао стандард на већини великих шаховских турнира. Патент је истекао у новембру 2001. године јер није плаћена такса за обнављање патента.
Фишер је 19. јуна 1996. године у Буенос Ајресу, Аргентина, објавио и заступао варијанту шаха званог Фишеров насумични шах чија је намера била да се избегну проблеми меморисања бројних варијанти отварања како би се више афирмисало шаховско мајсторство.
Пре тога су многи врхунски шахисти прихватали одређени стил игре. Фишер је разрадио неколико стилова игре и био је способан да врло добро игра многе различите врсте позиција. Пошто је постао шампион, многи други играчи су прихватили његов приступ игри. Светски шампион Каспаров је означио Фишера као првог професионалног играча шаха.

## Фишерове књиге
- Мојих 60 незаборавних партија (My 60 Memorable Games), Боби Фишер (Издавачи Сајмон и Шустер, Њујорк, 1969, и Фабер и Фабер, Лондон, 1969). Ново издање које је објавио Батсфорд, Лондон 1995. године, приредио је велемајстор Џон Нан, уносећи многе промене у Фишеровом тексту и варијантама. Фишер није ауторизовао промене текста и оптужио је уреднике да су намерно фалсификовали његове анализе, да би га представили као душевно болесног. Фишер је ауторизовао само издање Сајмона и Шустера. Ову књигу многи мајстори сматрају шаховском класиком.
- Боби Фишер вас учи шаху (Bobby Fischer Teaches Chess) (1972). Боби Фишер. Дон Мозенфелдер, Стјуарт Маргилајз (Издавач Бентам букс, мај. ISBN 978-0-553-26315-2.). Ову књигу масовно користе шаховски инструктори.